# 克拉斯特尔
克拉斯特（法語：Clastres，法語發音：[klastʁ]）是法国上法蘭西大區埃纳省的一个市镇，属于圣康坦区。

## 地理
克拉斯特尔（49°44'44"N, 3°13'55"E）面积8.24 平方千米，位于法国上法蘭西大區埃纳省，该省份为法国北部内陆省份，北起北部省，西接索姆省和瓦兹省，东临阿登省和马恩省，西南至塞纳-马恩省，东北部与比利时接壤。
与克拉斯特尔接壤的市镇（或旧市镇、城区）包括：阿尔唐普、大埃西尼、瑞西、蒙泰斯库尔-利泽罗勒、圣西蒙、大瑟罗库尔。

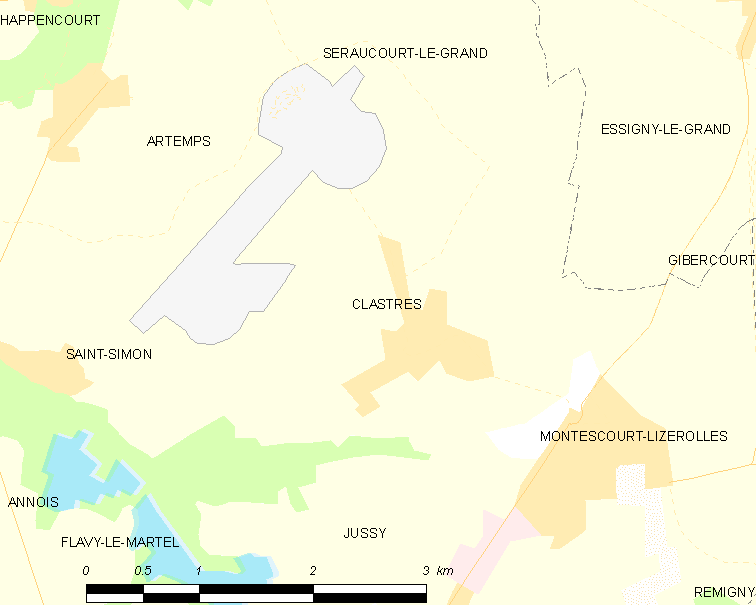
克拉斯特尔的OSM定位图

克拉斯特尔的时区为UTC+01:00、UTC+02:00（夏令时）。

## 行政
克拉斯特尔的邮政编码为02440，INSEE市镇编码为02199。

## 政治
克拉斯特尔所属的省级选区为里布蒙县。

## 人口

1962-2008年间克拉斯特尔人口变化图示

克拉斯特尔于2022年1月1日时的人口数量为590人。
克拉斯特人口变化图示
| 数据来源：INSEE |